# NGC 3104
NGC 3104 este o interacțiune de galaxii situată în constelația Leul Mic. A fost descoperită în 18 martie 1787 de către William Herschel. Se află la o distanță de 7,66 megaparseci de Pământ.